# Test di armi nucleari dell'India
I test di armi nucleari dell'India sono stati portati avanti dal 18 maggio 1974 al 13 maggio 1998
e condotti in due serie. La prima di esse, denominata Pokhran-I e conosciuta come Operazione Smiling Buddha, è stata condotta nel 1974 e consisteva di fatto di un solo test; la seconda, denominata Pokhran-II e conosciuta come Operazione Shakti, è stata invece condotta nel 1998 ed ha visto l'utilizzo di un totale di cinque ordigni nel corso di due diverse sessioni chiamate Shakti 1 e Shakti 2.

Entrambe le serie prendono il nome della Città dell'India di Pokaran, sede del sito dei test.

## Elenco
| Serie o anni   | Anni di svolgimento                  | Numero di test | Ordigni utilizzati | Ordigni di potenza sconosciuta | Test nucleari non militari | Test non-PTBT | Spettro di potenza (chilotoni) | Potenza totale (chilotoni) | Note                                                                                                   |
| -------------- | ------------------------------------ | -------------- | ------------------ | ------------------------------ | -------------------------- | ------------- | ------------------------------ | -------------------------- | --- |
| Smiling Buddha | 1974                                 | 1              | 1                  |                                | 1                          |               | 12                             | 12                         | |
| Shakti         | 1998                                 | 2              | 5                  |                                |                            |               | Da "bassa" a 43-45             | 56-58                      | |
| Totale         | dal 18 maggio 1974 al 13 maggio 1998 | 3              | 6                  |                                | 1                          |               | Da 0 a 43-45                   | 68-70                      | La potenza totale è pari allo 0,013% della potenza totale di tutti i test nucleari condotti nel mondo. |

1. ↑  Sono inclusi tutti i test aventi il potenziale per generare un'esplosione da fissione o fusione nucleare, inclusi i test a salve, i test falliti e le bombe disarmate incidentalmente ma che erano programmate per essere utilizzate. Non sono invece inclusi i test idronucleari e quelli subcritici e i mancati scoppi di ordigni che sono poi stati successivamente fatti esplodere con successo.
2. ↑   Numero di test che sarebbero stati condotti in violazione del Trattato sulla messa al bando parziale degli esperimenti nucleari del 1963, vale a dire gli atmosferici, gli spaziali e i subacquei. Alcuni test non militari o "a uso pacifico" sulla terraferma che sarebbero stati condotti in violazione del suddetto trattato furono contestati e infine cancellati.
3. ↑  Il termine bassa "bassa" indica valori maggiori di 0 ma inferiori a 0,5 kt.
4. ↑  Alcune potenze sono descritte come "< 20 kt"; si considera quindi nel calcolare totale la metà del valore numerico, nell'esempio sopraccitato si aggiungerebbe quindi al totale un valore di 10 kt. Il valore "potenza sconosciuta" non aggiunge nulla al totale della potenza.